# Timothy Davis (Politiker, 1821)

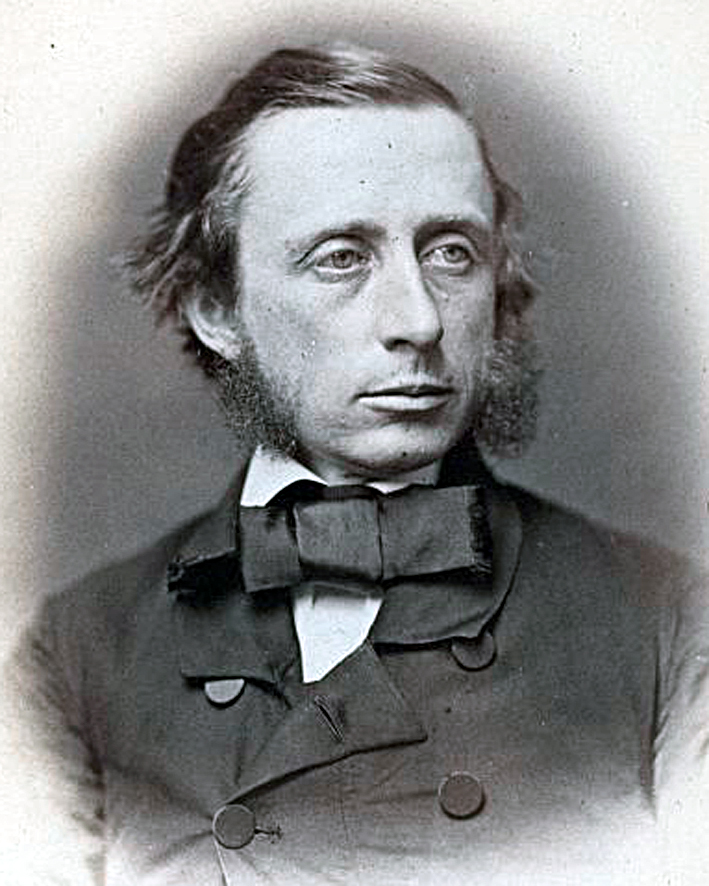
Timothy Davis (1859)

Timothy Davis (* 12. April 1821 in Gloucester, Massachusetts; † 23. Oktober 1888 in Boston, Massachusetts) war ein US-amerikanischer Politiker. Zwischen 1855 und 1859 vertrat er den Bundesstaat Massachusetts im US-Repräsentantenhaus.

## Werdegang
Timothy Davis besuchte die öffentlichen Schulen seiner Heimat und arbeitete danach zwei Jahre lang im Druckerhandwerk. Anschließend war er in Boston im Handel tätig. Politisch schloss er sich in den 1850er Jahren der American Party an. Bei den Kongresswahlen des Jahres 1854 wurde Davis im sechsten Wahlbezirk von Massachusetts in das US-Repräsentantenhaus in Washington, D.C. gewählt, wo er am 4. März 1855 die Nachfolge von Charles Wentworth Upham antrat. Nach einer Wiederwahl als Kandidat der Republikanischen Partei, der er inzwischen beigetreten war, konnte er bis zum 3. März 1859 zwei Legislaturperioden im Kongress absolvieren. Diese waren von den Ereignissen im Vorfeld des Bürgerkrieges geprägt.
Im Mai 1860 war Timothy Davis Delegierter zur Republican National Convention in Chicago, auf der Abraham Lincoln als Präsidentschaftskandidat nominiert wurde. Seit 1861 arbeitete er für die Zollbehörde im Hafen von Boston. Damals war er auch mit der Bearbeitung von Ansprüchen an die Regierung befasst. Von 1870 bis 1871 gehörte er dem Repräsentantenhaus von Massachusetts an. Er starb am 23. Oktober 1888 in Boston.